# Harkers Island
Harkers Island es un lugar designado por el censo ubicado en el condado de Carteret en el estado estadounidense de Carolina del Norte. La localidad en el año 2000, tenía una población de 1.525 habitantes en una superficie de 10 km², con una densidad poblacional de 231.1 personas por km².

## Geografía
Harkers Island se encuentra ubicado en las coordenadas 34°41′40″N 76°33′19″O / 34.69444, -76.55528. Según la Oficina del Censo, la localidad tiene un área total de 10 km² (3,9 mi²), de la cual 6,6 km² (2,5 mi²) es tierra y 3,4 km² (1,3 mi²) (33.77%) es agua.

### Localidades adyacentes
El siguiente diagrama muestra a las localidades en un radio de 32 kilómetros (19,9 mi) de Harkers Island.

## Demografía
En el 2000 la renta per cápita promedia del hogar era de $33.125, y el ingreso promedio para una familia era de $35.492. El ingreso per cápita para la localidad era de $19.790. En 2000 los hombres tenían un ingreso per cápita de $37.375 contra $18.923 para las mujeres. Alrededor del 15.50% de la población estaba bajo el umbral de pobreza nacional.